# Скандолара Равара
Скандола̀ра Рава̀ра (на италиански: Scandolara Ravara, на местен диалект: Scandulera, Скандулера) е село и община в Северна Италия, провинция Кремона, регион Ломбардия. Разположено е на 30 m надморска височина. Населението на общината е 1380 души (към 2017 г.).